# Reichsvereinigung der Juden in Deutschland
Zrzeszenie Żydów w Niemczech (niem. Reichsvereinigung der Juden in Deutschland) – przymusowy związek Żydów w Niemczech, utworzony w 1939.
Na mocy rozporządzenia wykonawczego do ustawy o obywatelstwie Rzeszy z 04.07.1939 w skład zrzeszenia włączono m.in. żydowskie gminy wyznaniowe, przenosząc na nie własność posiadanego majątku (w tym synagogi i cmentarze).